# Jerry Byers
Jerry William Byers  (Kentville, Új-Skócia, 1952. március 29. – Conway, Arkansas, 2006. december 25.) kanadai jégkorongozó. A Minnesota North Stars draftolta az 1972-es NHL-amatőr drafton az első kör 12. helyén. Az NHL-ben 45 mérkőzést játszott. Három csapatban szerepelt: Minnesota North Stars, Atlanta Flames, New York Rangers. Karrierje nagy részét az AHL-ben töltötte.

## Karrier statisztika
| 1969–1970       | Kitchener Rangers             | OHA             | 36  | 18  | 24  | 42  | 8   | —  | —  | —  | —  | —  |
| 1970–1971       | Kitchener Rangers             | OHA             | 62  | 41  | 39  | 80  | 46  | —  | —  | —  | —  | —  |
| 1971–1972       | Kitchener Rangers             | OHA             | 60  | 41  | 60  | 101 | 49  | —  | —  | —  | —  | —  |
| 1972–1973       | Cleveland/Jacksonville Barons | AHL             | 59  | 20  | 17  | 37  | 12  | —  | —  | —  | —  | —  |
| 1972–1973       | Minnesota North Stars         | NHL             | 14  | 0   | 2   | 2   | 6   | —  | —  | —  | —  | —  |
| 1973–1974       | New Haven Nighthawks          | AHL             | 62  | 31  | 47  | 78  | 37  | 10 | 4  | 6  | 10 | 4  |
| 1973–1974       | Minnesota North Stars         | NHL             | 10  | 0   | 0   | 0   | 0   | —  | —  | —  | —  | —  |
| 1974–1975       | Omaha Knights                 | CHL             | 38  | 21  | 31  | 52  | 29  | 6  | 9  | 2  | 11 | 2  |
| 1974–1975       | Atlanta Flames                | NHL             | 14  | 1   | 1   | 2   | 9   | —  | —  | —  | —  | —  |
| 1975–1976       | Providence Reds               | AHL             | 74  | 27  | 34  | 61  | 28  | 3  | 0  | 2  | 2  | 2  |
| 1976–1977       | New Haven Nighthawks          | AHL             | 77  | 31  | 34  | 65  | 18  | 6  | 1  | 3  | 4  | 0  |
| 1977–1978       | New Haven Nighthawks          | AHL             | 74  | 32  | 31  | 63  | 13  | 15 | 7  | 3  | 10 | 4  |
| 1977–1978       | New York Rangers              | NHL             | 7   | 2   | 1   | 3   | 0   | —  | —  | —  | —  | —  |
| 1978–1979       | Nova Scotia Voyageurs         | AHL             | 78  | 33  | 42  | 75  | 28  | 10 | 0  | 5  | 5  | 4  |
| 1979–1980       | Nova Scotia Voyageurs         | AHL             | 74  | 23  | 36  | 59  | 16  | 6  | 1  | 2  | 3  | 2  |
| OHA Összesített | OHA Összesített               | OHA Összesített | 158 | 100 | 123 | 223 | 103 | —  | —  | —  | —  | —  |
| AHL Összesített | AHL Összesített               | AHL Összesített | 498 | 197 | 241 | 438 | 152 | 50 | 13 | 21 | 34 | 16 |
| NHL Összesített | NHL Összesített               | NHL Összesített | 45  | 3   | 4   | 7   | 15  | —  | —  | —  | —  | —  |